# Xã Kapioma, Quận Atchison, Kansas
Xã Kapioma (tiếng Anh: Kapioma Township) là một xã thuộc quận Atchison, tiểu bang Kansas, Hoa Kỳ. Năm 2010, dân số của xã này là 292 người.